# مقبرة 4
مقبرة 4 وتعرف عالميا باسم KV4، وتقع في الوادي الشرقي بوادي الملوك ببمصر، وشيدت لتكون المثوى الأخير لفرعون مصر رمسيس الحادي عشر آخر ملوك الأسرة العشرون إلا أن العمل بها لم ينته كما لم يتم دفن الملك بداخلها، ومع زوال عصر الرعامسة بوفاة الملك رمسيس الحادي عشر وقيام دولة الكهنة بطيبة، شرع بينوزم الأول كبير كهنة آمون بطيبة إلى انتزاع المقبرة لنفسه ليدفن بها لاحقا (وهو ما يدلل عليه وجود الخرطوش الخاص بها محفورا داخل المقبرة) إلا أنه تنازل عن الفكرة برمتها ولم يدفن هو الآخر بالمقبرة.
وترجع شهرة المقبرة إلى أنها آخر المقابر المشيدة في وادي الملوك علاوة على استخدامها كسكنى للعمال الذي تولوا مهمة تخريب المدينة الجنائزية بناء على أوامر كهنة آمون بطيبة مع بداية عصر الإضمحلال الثالث هذا بالإضافة لأولى مقابر وادي الملوك استقبالا للزوار منذ العصور القديمة كما استخدمت كسكنى للأقباط خلال العصر البيزنطي.

## وصلات خارجية
- مشروع تخطيط طيبة: مقبرة 4 - يضم وصفا وصورا وخرائط للمقبرة.